# Charles Carrera
Charles Carrera Leal (Minas de Corrales, 12 de junio de 1978) es un abogado y exsenador uruguayo, exintegrante del Movimiento de Participación Popular, Frente Amplio.

## Trayectoria
Nació en Minas de Corrales, departamento de Rivera, donde transcurrió su primer año de vida. Cursó sus estudios en escuela y liceo públicos y mediante becas pudo afrontar los gastos de alojamiento y comida mientras estudiaba (la Universidad de la República en Uruguay es gratuita). Se graduó como Doctor en Derecho y Ciencias Sociales en la Universidad de la República y es miembro del Instituto Uruguayo de Estudios Tributarios.
Entre los años 2005 y 2010 trabajó como asesor jurídico del Diario Oficial y posteriormente en el Ministerio del Interior. Cuando Eduardo Bonomi asumió como ministro de dicha entidad en marzo del año 2010, fue nombrado director general de Secretaría, cargo en el que permaneció durante 7 años.
En las elecciones de 2014, integró la lista al senado por el Espacio 609 como suplente de Lucía Topolansky. Cuando ella asumió como vicepresidenta en septiembre de 2017, ante la renuncia de Raúl Sendic, Carrera asumió como senador titular. Cargo en el que se encontró en el podio de escritura de proyectos de ley.
Participó durante 12 años en temas vinculados a seguridad y convivencia, y desde el año 2008 participó en la elaboración de los Programas de Gobierno del Frente Amplio.
En las elecciones generales de 2019 fue electo como senador titular.
El 25 de septiembre de 2024 renuncia a su banca como legislador tras el pedido de desafuero por parte de la fiscalía para ser indagado por un presunto delito de abuso de funciones 

## Controversias

### Caso Víctor Hernández
En noviembre de 2012, siendo Carrera director de Secretaría del Ministerio del Interior, un vecino de la comisaría de La Paloma resultó herido de bala presuntamente por un arma disparada en una fiesta de cumpleaños del ex subcomisario de esa localidad. El vecino, un albañil llamado Víctor Hernández, quedó paralítico debido a la lesión. 
La familia de Hernández apuntó a que hubo “serias irregularidades” en la investigación, y que los actos del subcomisario de La Paloma fueron encubiertos por Charles Carrera. A Hernández le dieron estatus de “oficial subayudante” para poder ingresarlo en el Hospital Policial y darle la asistencia que requería, de forma que nadie más se enterase de lo ocurrido. A su vez, le hicieron firmar la recepción de tiques de alimentación para solventar su estadía allí.
El programa televisivo Santo y Seña divulgó una grabación de una conversación, realizada en 2013 por el hermano de la víctima, en la que Carrera pide a la familia de Hernández que no revele lo acordado. “Nosotros lo hicimos por lo humano, pero no es ajustado a derecho”, dice el senador. Y agrega: “Esto nos puede traer problemas en la Policía”.  En un momento de la conversación, el hermano de Víctor anuncia que va a convocar a la prensa y Carrera le responde: “Escuchame una cosita. ¿Vos estás nervioso? Te vas de acá tranquilamente y no me jodas más. Pero yo la llamé a tu madre para ver si le podemos dar una mano. Porque a mí no me interesan los canales, el Partido Nacional, el Partido Colorado y Nacho Álvarez. Y te vas a cagar. Porque si estás nervioso te mando a cagar, hermano, y discúlpame que te lo diga delante de tu madre. Porque yo acá a ver si puedo dar una mano; lo demás, no me interesa. Ubicate y tratá de hablar clarito y bajito. Porque yo llamé a tu madre porque a mí no me gustan las injusticias. Si nosotros no tuviéramos interés, los hubiéramos dejado en la calle cuando ustedes se fueron al Clínicas”. El hombre le replica que lo hizo por “presión”, y Carrera insiste: “Te hubiéramos dejado en la calle. ¿Qué te venís a hacer el loco acá conmigo? ¿Quién te está dando una mano, con los tiques, con todo? Están recibiendo la mejor atención. ¿Qué te venís a hacer el atrevido conmigo acá? Ubicate, loco”.
En el programa, Víctor y su hermano relatan que el ministerio los llevaba a pasar las fiestas a La Paloma cada año, y luego los retornaba a Montevideo para seguir con la rehabilitación en el Hospital Policial. En 2016, dicen, los trasladaron pero no los volvieron a buscar. Sin explicaciones y sin alta médica, les llevaron las pertenencias en una ambulancia. “Fue un viaje de ida”, dice Víctor. Desde la producción del programa intentaron comunicarse con Carrera, que se excusó de hablar diciendo que no recordaba el caso.
Ante la exposición del caso al público, Carrera divulgó sus explicaciones sobre el caso a través de su cuenta de Twitter. Allí dice: “En 2012, mientras ocupaba el cargo de Director General del Ministerio del Interior, tomé conocimiento de un reprochable hecho ocurrido en Rocha, que involucraba a funcionarios policiales. Se presume que el mismo se originó desde la casa de quien era Subcomisario de La Paloma. El suceso ocurrió mientras había una fiesta, desde la cual dispararon un arma y una bala impactó en un ciudadano, causándole una herida de entidad, que provocó que aún hoy viva en situación de discapacidad”.
Y sigue el relato: “El ministro Eduardo Bonomi recibió de inmediato a las organizaciones sociales IELSUR y Serpaj, que denunciaron la situación y solicitaron que se contenga al hombre y a su familia. Por eso, se dispuso apoyo en salud para que pudiera llevar adelante su recuperación. En paralelo, se llevaron adelante los mecanismos de investigación correspondientes siempre que un policía tiene un accionar por fuera de la normativa o de apariencia delictiva”.
El 7 de setiembre de 2022, el senador Charles Carrera decide llevar su caso ante la Comisión Interamericana de Derechos Humanos por considerar que estaba siendo víctima de una persecución política por haber sido denunciante del caso de corrupción por el acuerdo firmado entre el Gobierno uruguayo y la empresa Belga Katoen Natie, dedicada a la operación de contenedores en el Puerto de Montevideo.
El miércoles 25 de 2024, la fiscal penal Silvia Porteiro anunció que solicitaría el desafuero del senador Charles Carrera en el marco de la investigación por el uso irregular de los servicios del Hospital Policial mientras era jerarca del Ministerio del Interior. Ante esto, Charles Carrera presentó ese día su renuncia a la banca del Movimiento de Participación Popular (MPP) en el Senado. Horas antes, el senador blanco Jorge Gandini había anunciado que el pedido de desafuero al senador Carrera ingresó al Poder Legislativo desde la Suprema Corte de Justicia. La renuncia se anunció una conferencia de prensa a las 18 horas en "La Huella de Seregni", retirándose entre aplausos de sus correligionarios. El presidente del Frente Amplio, Fernando Pereira, calificó como “un acto responsable y valiente” la renuncia de Carrera a su banca.